# Tunnel 57
Tunnel 57 was een geheime tunnel onder de Berlijnse Muur in de toenmalige Oost-Duitse stad Berlijn (meer bepaald in het huidige Berlin-Mitte), die op 3 en 4 oktober 1964 werd gebruikt voor de ontsnapping van tientallen inwoners van Oost- naar West-Berlijn. De tunnel liep van de kelder van een voormalige bakkerij op Bernauer Straße 97 in West-Berlijn naar een leegstaand gebouwtje op het terrein van Strelitzer Straße 55 in Oost-Berlijn. De tunnel was 12 meter diep en 145 meter lang, en was de langste, diepste en duurste ontsnappingstunnel van Berlijn.

## Geschiedenis

### Planning en incident
35 inwoners van West-Berlijn, onder wie Wolfgang Fuchs, de latere astronaut Reinhard Furrer en vele studenten van de Vrije Universiteit, hielpen om de tunnel te graven. De bedenkers van de tunnel – zogenaamde koerieren – waren in contact gekomen met 120 personen in Oost-Berlijn en begonnen vanaf daar de vlucht nader uit te werken. De koerieren zouden alle vluchtelingen naar de achterplaats van het appartementsgebouw op Strelitzer Straße 55 brengen, waar Reinhard Furrer ze naar de tunnelingang zou begeleiden. De tunnel werd medegefinancierd door de verkoop van film- en fotografierechten aan verschillende Duitse en internationale media. De West-Duitse Bundesminister für innerdeutsche Beziehungen droeg echter het meeste bij: 30.000 Duitse mark.
In de eerste nacht wisten 28 mensen te ontsnappen. In de tweede nacht wisten nog eens 29 mensen te vluchten. Onder de vluchtelingen bevond zich echter een Stasi-collaborateur. Rond middernacht op vier oktober dat jaar, tijdens de tweede vlucht, arriveerden twee Stasi-officieren in onopvallende kledij bij de ingang. Ook een vriend van hen, die wilde meehelpen om de vluchtelingen aan te houden, was aanwezig. Toen de drie aan het andere uiteinde niet terugkeerden met een vluchteling maar met de grensbewaking, raakte koerier Christian Zobel in paniek. Hij loste een schot, waarmee hij bewaker Egon Schultz in zijn schouder raakte, die direct neerviel. Toen hij wilde opstaan werd hij nogmaals geraakt, ditmaal door eigen vuur van een van zijn collegae. Hij overleed ter plekke.

### Nasleep

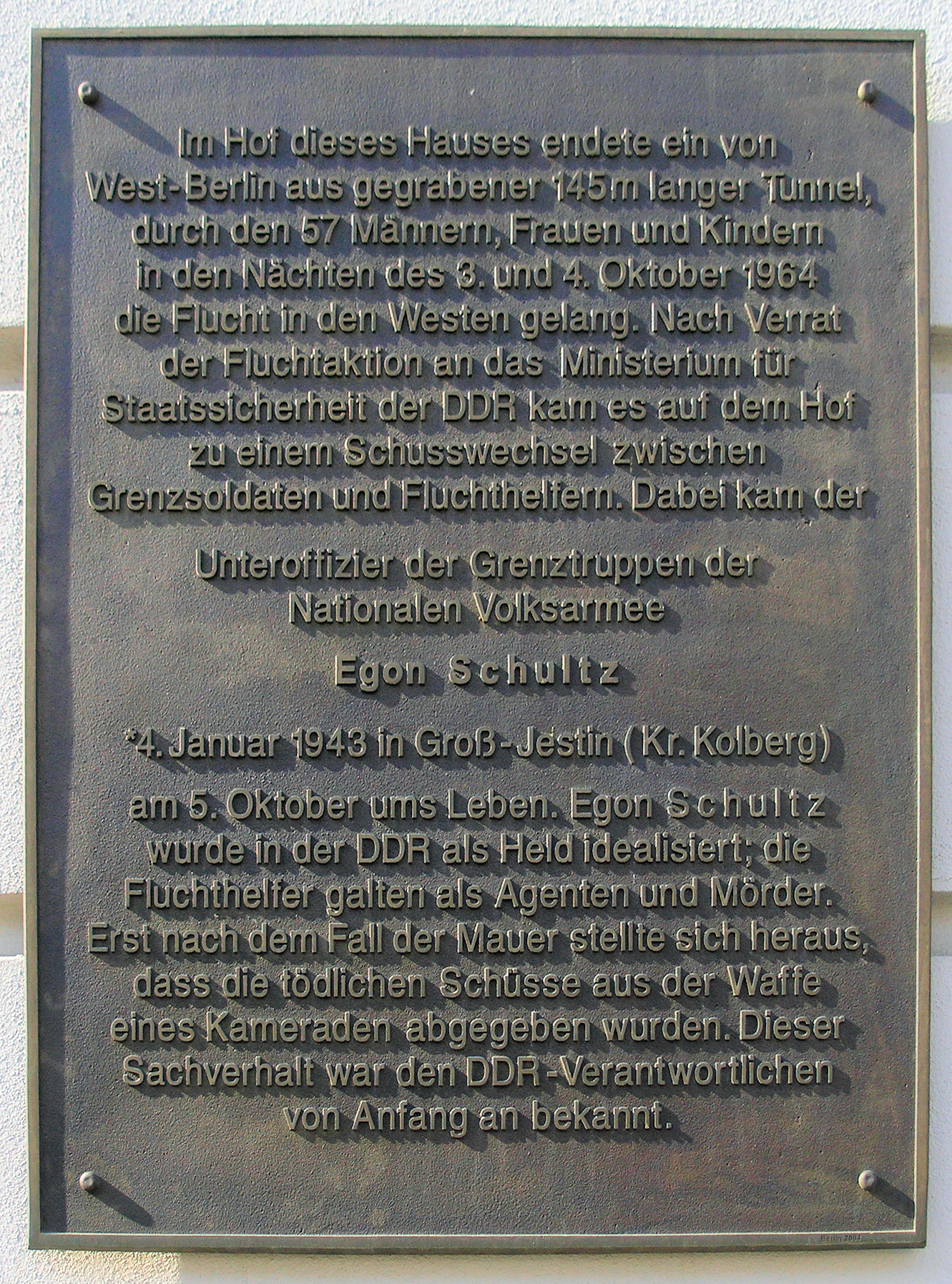
Plakkaat op Strelitzer Straße 55 (2010)

De Oost-Berlijnse pers zag kansen om het incident te gebruiken voor propagandadoeleinden en berichtte dat West-Berlijnse terroristen een grensbewaker hadden omgebracht. De SED, de communistische partij die Oost-Duitsland bestuurde, verspreidde het gerucht en zette Schultz weg als martelaar. Pas na de Duitse hereniging konden alle facetten van het incident worden herleid op basis van documenten van de Stasi. Christian Zobel overleed echter voordat de documenten waren vrijgegeven en bleef tot aan zijn dood in de jaren 80 in de veronderstelling dat hij degene was die Schultz had omgebracht. Op Strelitzer Straße 55 hangt heden ten dage een plakkaat ter herinnering aan zowel de ontsnapping als het overlijden van Egon Schultz.
Tunnel 57 kwam ook onder de aandacht van de westerse pers. Het Duitse tijdschrift Stern maakte een rapportage over de tunnel, maar nam afstand van de daadwerkelijke gebeurtenissen, ondanks dat het tijdschrift de tunnel gefinancierd had.
De tunnelgravers gingen nadien hun eigen weg en de meesten van hen weerhielden zich van nieuwe riskante vluchtpogingen. Van drie personen is bekend wat zij zijn gaan doen: Reinhard Furrer ging studeren aan de Vrije Universiteit Berlijn en zou astronaut worden; Wolfgang Fuchs en Hasso Herschel bleven actief in het verzet en hielpen op andere locaties mensen te ontsnappen.